# بهم‌تابیدن-تی

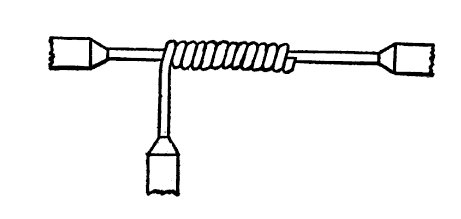
یک بهم‌تابیدن-تی ساده در سیم

در سیم کشی برق، بهم‌تابیدن-تی به بهم‌تابیدنی گفته می‌شود که برای متصل‌کردن انتهای یک سیم به وسط سیم دیگر استفاده می‌شود و در نتیجه شکلی مانند حرف T ایجاد می‌کند. این بهم‌تابیدن را می‌توان با سیم‌های مفتولی یا افشان استفاده کرد. سیم موجود را سیم اصلی می‌نامند. سیم جدیدی که به سیم اصلی متصل می‌شود، سیم شاخه یا سیم سَروسط نامیده می‌شود. این یک نوع پیوند رایجی است که در سیم‌کشی با مقره و لوله استفاده می‌شود.